# Darren Aronofsky
Darren Aronofsky (Brooklyn, Nueva York, 12 de febrero de 1969) es un director de cine y guionista estadounidense quien es conocido por sus películas dramáticas, polémicas y perturbadoras. Entre sus galardones se incluyen un León de Oro y un  Primetime Emmy, así como nominaciones a los Óscares, los Globos de Oro y los BAFTA.
Hijo de Abraham y Charlotte Aronofsky, dos profesores de origen judío, descendientes de polacos.

## Carrera cinematográfica
El debut de Aronofsky como director de largometrajes se remonta al año 1998, fecha en la que se estrenó la película Pi: El orden del caos. Esta cinta narra la vida de un brillante matemático (Max) que está obsesionado con la idea de que, pese al aparente caos que rige el universo, existe un sistema numérico capaz de prever y controlar todo cuanto sucede en él. Centrándose para ello en el estudio del mercado bursátil, Max cada vez se acercará más a desentrañar el misterio que se oculta tras esa fórmula matemática que aparentemente controla todo, y que le lleva inexorablemente al número pi (3,1415...). Ansiosos por hacerse con el increíble descubrimiento que Max está a punto de revelar, una agresiva firma de Wall Street y una secta judía le acosarán por separado para hacerse con tan preciado botín.
Cabe destacar que la fotografía de este thriller matemático fue en blanco y negro, y que el compositor de la banda sonora de la misma fue su gran amigo Clint Mansell, colaborador habitual de Aronofsky en el resto de sus películas. El filme apenas costó 60.000 dólares, por lo que el mérito de la película es aún mayor.
La cinta logró un gran éxito de crítica y público, y obtuvo varios galardones, entre los cuales destaca el del Festival de Sundance, que reconoció a Aronofsky como Mejor Director en 1998.
La película que siguió a Pi fue Réquiem por un sueño, estrenada en el año 2000. Basada en la novela de Hubert Selby Jr (quien también desempeña las labores de guionista), la película se centra en el mundo de las drogas (y otras adicciones) y en las devastadoras consecuencias que tienen estas en un grupo de personas. Este segundo trabajo del director neoyorquino fue aclamado mundialmente por crítica y público y se convirtió instantáneamente en un clásico de culto. Su enorme poder visual, unido a una banda sonora hipnótica (obra también de Clint Mansell, cuyo tema "Lux Aeterna" ha sido remezclado y utilizado en decenas de tráileres cinematográficos posteriores) y a unas interpretaciones sobresalientes (Ellen Burstyn estuvo nominada al Oscar y al Globo de Oro a la mejor actriz por su trabajo en este filme) dieron como resultado este exitoso segundo trabajo de realizador de Brooklyn.
La película se hizo con numerosos premios, entre ellos la Espiga de Oro del Festival de Valladolid.
La siguiente película de Aronofsky no vería la luz hasta más de un lustro después, en el año 2006, fecha del estreno de La fuente de la vida. Con un presupuesto pequeño después de tener problemas con el estudio y actores que decidieron retirarse tales como Brad Pitt y Cate Blanchett, y se contó con actores de la talla de Hugh Jackman, Rachel Weisz y Ellen Burstyn (de nuevo), Aronofsky muestra tres historias donde Jackman y Weisz interpretan diferentes papeles, un científico de tiempos actuales con su esposa enferma, un conquistador y su reina, y un viajero espacial que tiene alucinaciones con la esposa que perdió. Es una perfecta historia sobre el amor y la muerte.[cita requerida]
La película pasó con más pena que gloria por la taquilla mundial, y esta vez no pudo contentar completamente a todo el mundo. Produjo una enorme división de opiniones tanto en la crítica especializada como en el público, yendo desde los que la criticaron duramente, hasta los que la encumbraron como una de las grandes obras cinematográficas de los últimos tiempos.

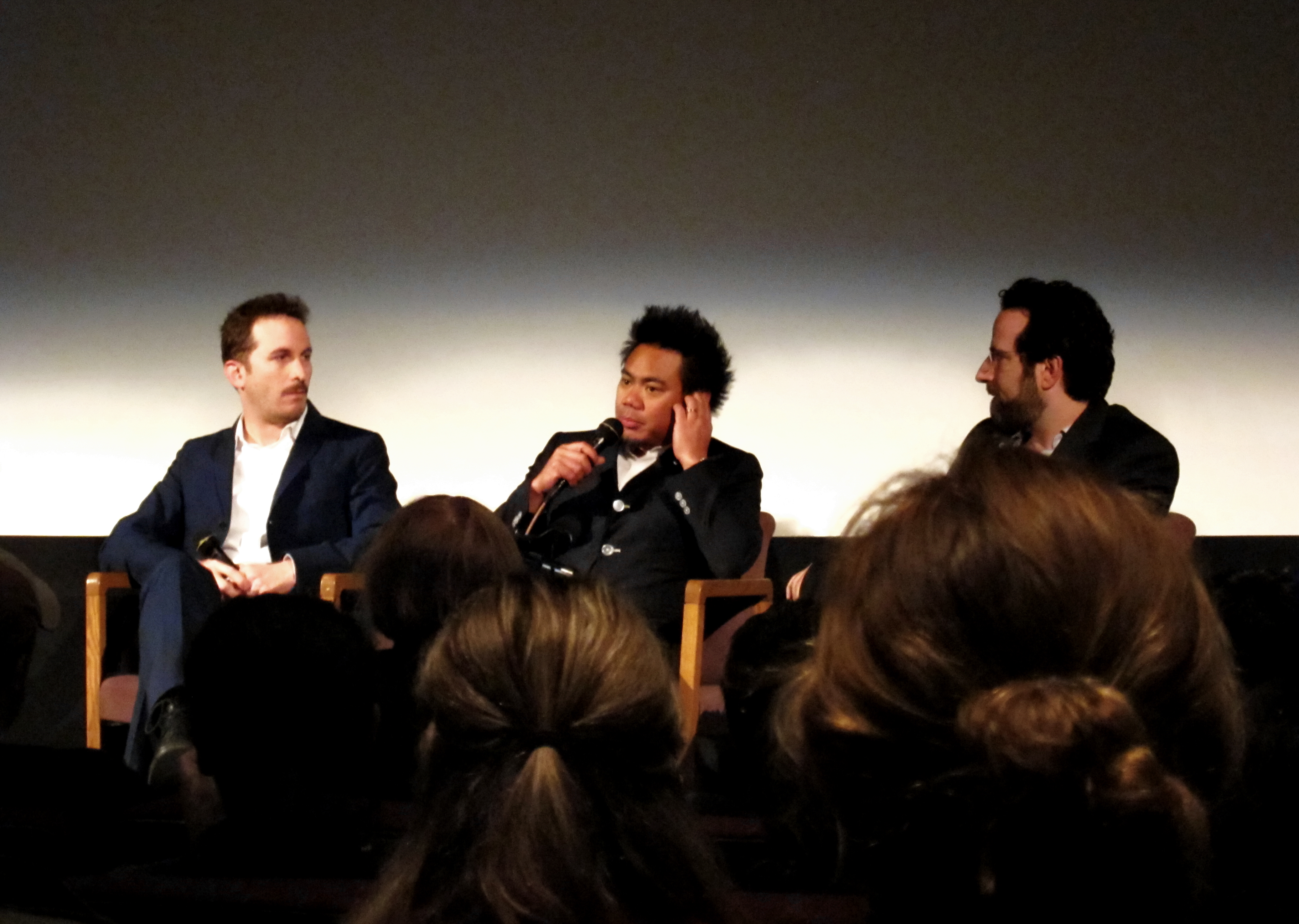
Darren (izq.), en febrero del 2011.

En cualquier caso, cabe reseñar la nominación de Clint Mansell (de nuevo a cargo de la banda sonora) a los Globos de Oro por su partitura, o la de Darren Aronofsky al León de Oro en el Festival de Venecia, entre otras.
En el año 2008 presentó su cuarto largometraje, El luchador, que obtuvo el León de Oro del Festival de Venecia. La película está protagonizada por Mickey Rourke y Marisa Tomei, y narra la vida de Randy Robinson, un antiguo campeón de lucha libre que se encuentra en el ocaso de su vida profesional. La crítica consideró la película de Aronofsky la mejor del festival y una de las mejores del director.
Su siguiente trabajo, Black Swan (Cisne negro), se estrenó en Estados Unidos el 1 de diciembre de 2010. La película, considerada un thriller psicológico, cuenta con la participación como protagonista de Natalie Portman (papel que le valió un Oscar como Mejor Actriz) en el papel de Nina, bailarina de ballet de una compañía de ballet de Nueva York. La habilidad de Aronofsky logra captar en el filme todo el perfil obsesivo y exigente que ronda el mundo de la danza como disciplina, y consigue atrapar al espectador. 
En marzo de 2014 estrena Noé, un filme sobre la vida del patriarca bíblico y su mítica arca. La película fue estrenada en México en la semana del 22 de marzo y en Estados Unidos el 28 de marzo. Fue una superproducción de 130 millones de dólares, y ha enfrentado duras críticas por parte de la crítica especializada, así como de grupos religiosos que la consideran sacrílega, por cambiar la historia bíblica.
Y por último, en 2017 estrena Mother!, una película protagonizada por Jennifer Lawrence y Javier Bardem, que narra la historia de una pareja que se muda a una casa antigua un tanto alejada de la sociedad. La película ilustra el mundo emocional de la protagonista, la mujer de la pareja, transmitiendo sus tensiones, su confusión y, sobre todo, su creciente preocupación ante una cadena de situaciones que se van desarrollando en su casa, aparentemente accidentales e inofensivas, pero que cada vez se exacerban más y más hasta el punto del peligro y la locura, desbarrancándose frente a ella, y escapando completamente de su control. Siendo, precisamente, la falta de control, la decadencia y el desentendimiento de nuestros orígenes, los temas centrales de la película. El guion además hace claras y constantes alusiones a la Biblia, abriendo un nuevo mundo de análisis, y también se presenta una posible crítica al deterioro medioambiental del mundo, de parte del ser humano hacia, justamente, la Madre Tierra. 
Aparte de realizar estos largos, Darren Aronofsky también es el autor de cortos como Supermarket Sweep (1991), Fortune Cookie (1991) y Protozoa (1993).

## Influencias cinematográficas
Directores que más lo han influido:
- Satoshi Kon: Perfect Blue

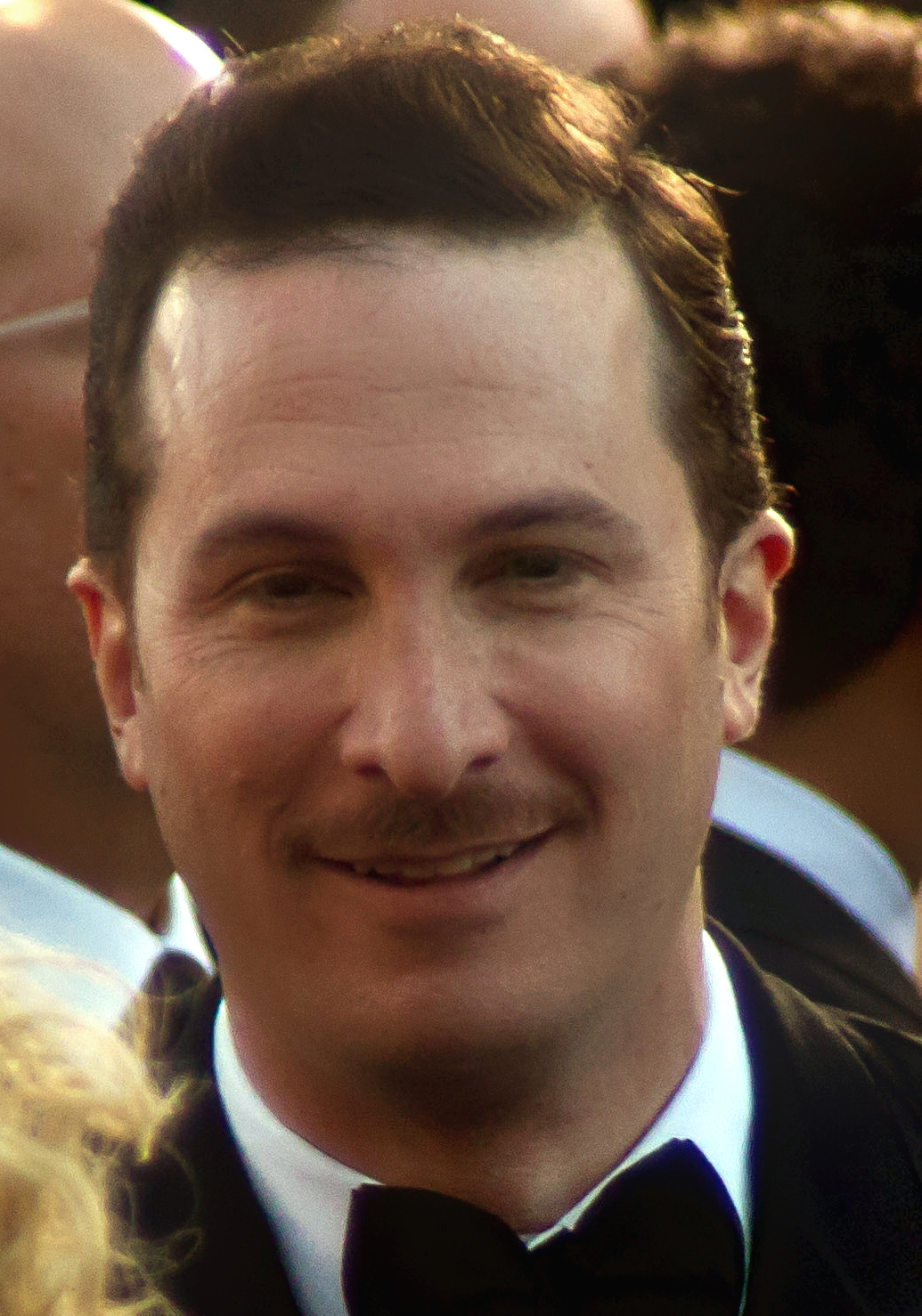
Aronofsky en 2011.

- Roman Polanski: Repulsión / Cul de Sac / El cuchillo en el agua.
- Alejandro Jodorowsky: Fando y Lis / El Topo / La Montaña Sagrada.
- David Lynch: Cabeza Borradora y Mulholland Drive.
- Werner Herzog: Aguirre, la cólera de Dios / Fitzcarraldo / Cobra Verde.
- Akira Kurosawa: El Idiota / Escándalo / Los siete samuráis.
- Jim Jarmusch: Extraños en el paraíso / Noche en la tierra / Bajo el peso de la ley.
- Sidney Lumet: La Ofensa / Piel de Serpiente / El Prestamista.

Otros filmes que lo han influido:[cita requerida]
- Johnny Guitar de Nicholas Ray
- Sin City de Robert Rodriguez y Frank Miller
- Las Zapatillas Rojas de Michael Powell y Emeric Pressburger
- Homeboy de Michael Seresin
- Akira de Katsuhiro Ōtomo

## Filmografía como director
| Año  | Película              | Notas |
| ---- | --------------------- | ----- |
| 1992 | Protozoa              |       |
| 1998 | Pi: El orden del caos |       |
| 2000 | Réquiem para un sueño |       |
| 2006 | La fuente de la vida  |       |
| 2008 | El luchador           |       |
| 2010 | Black Swan            |       |
| 2014 | Noé                   |       |
| 2017 | Mother!               |       |
| 2022 | The Whale             |       |
| 2025 | Caught stealing       |       |

## Premios y distinciones
Premios Óscar
| Año  | Categoría      | Película   | Resultado |
| ---- | -------------- | ---------- | --------- |
| 2011 | Mejor Director | Black Swan | Candidato |

Globos de Oro
| Año  | Categoría      | Película   | Resultado |
| ---- | -------------- | ---------- | --------- |
| 2011 | Mejor Director | Black Swan | Candidato |

Premios BAFTA
| Año  | Categoría      | Película   | Resultado |
| ---- | -------------- | ---------- | --------- |
| 2011 | Mejor Director | Black Swan | Candidato |

Festival Internacional de Cine de Venecia
| Año  | Categoría   | Película    | Resultado |
| ---- | ----------- | ----------- | --------- |
| 2008 | León de Oro | El luchador | Ganador   |

Premios Razzie
| Año  | Categoría     | Película | Resultado |
| ---- | ------------- | -------- | --------- |
| 2018 | Peor Director | Mother!  | Candidato |